# Grandison (film)
Pour plus de détails, voir Fiche technique et Distribution.
Grandison est un film franco-allemand réalisé par Achim Kurz, sorti en 1979.

## Fiche technique
- Titre français : Grandison
- Réalisation : Achim Kurz
- Scénario : Michael Krausnick et Hein Freitag
- Photographie : Jürgen Haigis
- Musique : Wolfgang Dauner
- Coordinateur des combats et des cascades : Claude Carliez et son équipe
- Production : Achim Kurz
- Pays d'origine : France - Allemagne de l'Ouest
- Format : Couleurs
- Date de sortie : 1979

## Distribution
- Marlène Jobert : Rose Grandison
- Jean Rochefort : Carl Grandison
- Helmut Qualtinger : le Dr Ludwig Pfister
- Edward Meeks : le poète
- Jacques Marin : Hauswirt
- Dora Doll : Wärterin
- Eckhard Heise : Berger
- Marie Matile : Dienstmädchen
- Ilse Künkele : Fürsogerin
- Bernard Musson : le pasteur
- Albert Simono : le professeur
- Étienne Draber : le pharmacien
- Jacques Galland : Buchhalter
- Jean-Pierre Cassel : Oppenheimer